# Ascosubramania melanographoides
Ascosubramania melanographoides är en svampart som beskrevs av Rajendran 1997. Ascosubramania melanographoides ingår i släktet Ascosubramania och familjen Microascaceae.   Inga underarter finns listade i Catalogue of Life.